# Castillo de Schönstein

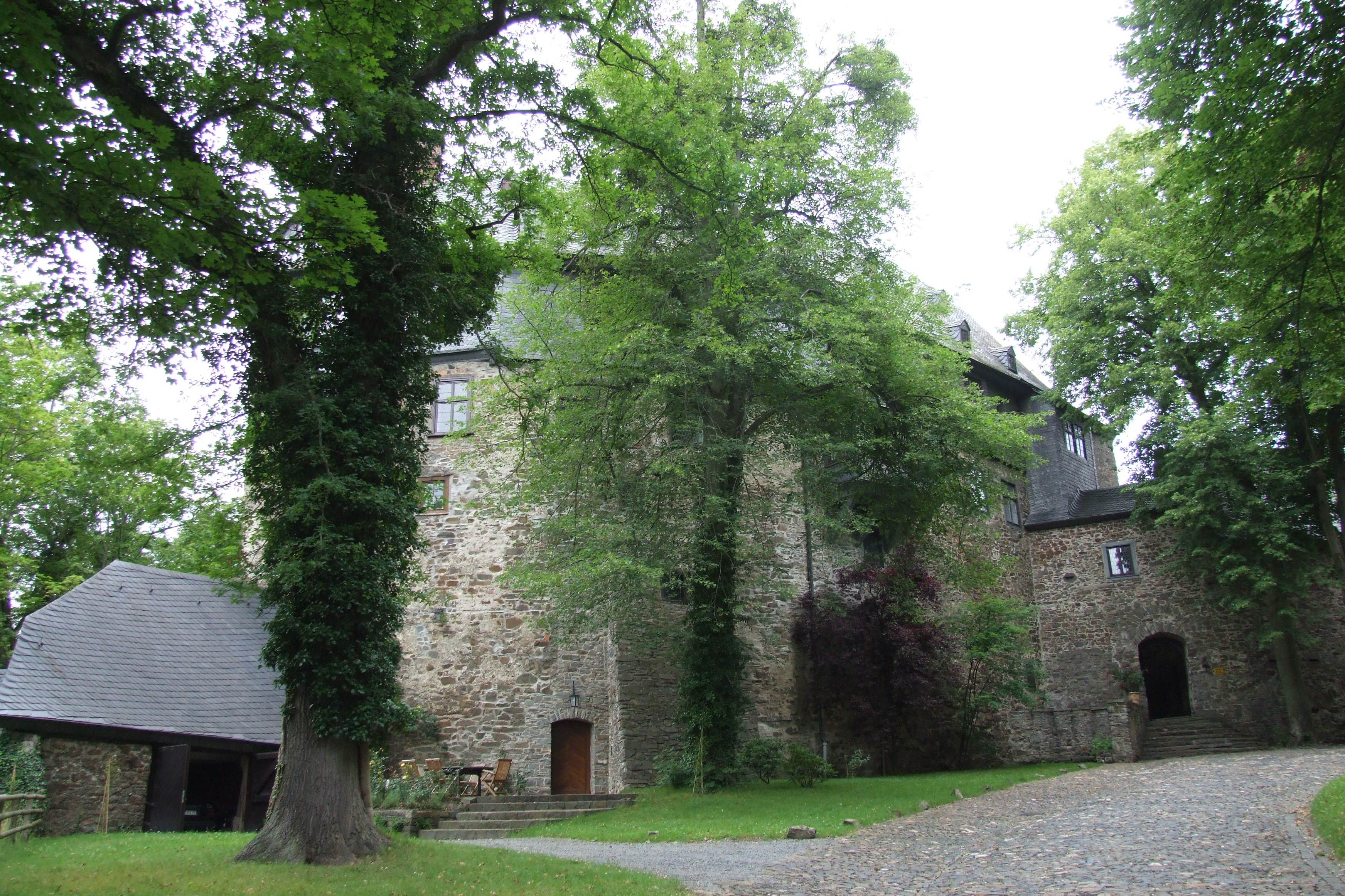
Castillo de Schönstein

El castillo de Schönstein se encuentra en el barrio Schönstein del municipio Wissen (distrito de Altenkirchen, Renania-Palatinado, Alemania). Se documentó por primera vez en 1255. Es de propiedad privada de la casa Hatzfeldt - Dönhoff.

## Historia
Los terratenientes Kirburg y el conocimiento originalmente pertenecían a los nobles señores de Freusburg , quienes probablemente también construyeron el castillo Schönstein. Por el matrimonio de su heredero Aleidis von Molsberg con Eberhard von Arenberg, las posesiones llegaron a los señores de Arenberg 1176 , burgraves de Kurköln . Los hijos de Eberhards y Aleidis compartieron la propiedad de la victoria. Henry recibió la propiedad al sur del río, junto con Schönstein, y se llamó a sí mismo "von Arenberg", Gerhard recibió las posesiones al norte y se llamó a sí mismo " von WildenburgDespués de la extinción de los Arenbergs en el Mannesstamme en 1280, el arzobispado de Colonia se apoderó de la parroquia del conocimiento a la izquierda como un feudo terminado. El arzobispado de Colonia utilizó el castillo de Sconensteyne como objeto de compromiso en 1281. La tierra de Wildenburg con Wildenburg cayó sobre la heredera Jutta von Wildenburg a su esposo Johann von Hatzfeldt († después de 1407).
En 1589 Hermann von Hatzfeld-Werther recibió el castillo de Schönstein en reconocimiento a sus servicios a Kurköln. Mientras tanto, el castillo había sufrido mucho, en 1594 Hermann von Hatzfeldt-Werther estimó los costos de mantenimiento en 16,000 florines . En la Guerra de los Treinta Años , el castillo fue ocupado por tropas suecas, saqueado e incendiado, pero reconstruido por instigación de Wilhelm von Hatzfeld. Desde 1912, Schloss Schönstein es la sede administrativa de la Hatzfeldt-Wildenburgsche Kammer [1] . Hoy es también la residencia de la familia Graf von Dönhoff .

## Arquitectura
El edificio principal aproximadamente triangular en planta es un típico Randhausburg, en el que los edificios se agrupan alrededor de un patio interior. Desde la Edad Media hasta el presente, se ha construido o restaurado, por lo que la historia de la arquitectura está bastante involucrada. Desde el ala norte más antigua hecha de mampostería de piedra de cantera, las fachadas de ladrillo de finales del siglo XVI se destacan claramente. La escalera barroca en el ala sur fue construida en la primera mitad del siglo XVIII. Interesante es la galería de madera de dos pisos en el ala este. El primer piso fue construido en 1598, el segundo piso en 1623.

## Condado de Schönstein
Hatzfeld-Schönstein 
Hermann von Hatzfeld († 1600), uno de los siete hijos de Hermann y Anna Droste von Schweckhausen, fue Drost to Balve y recibió en 1589 por parte de la arquidiócesis de Colonia partes del conocimiento parroquial ( Office Schönstein ) para feudo y el castillo Schönstein como posesión en honor de su Méritos en la Guerra Truchsess . Hizo renovar el castillo en los años siguientes por unos 16,000 florines. Todavía es propiedad familiar de la línea Hatzfeld-Wildenburg-Dönhoff.

Schloss Schönstein en el distrito de Altenkirchen , Renania-Palatinado (hasta hoy en propiedad familiar)
Hatzfeld-Wildenburg-Crottorf (Hatzfeld-Gleichen-Trachenberg) 
El cuarto hijo de Gottfried († antes de 1422) y Lukarde von Effertshausen también se llamaba Gottfried. Se casó con Jutta Wais de Fauerbach y murió en 1469. Su hijo Georg († 1523) se casó con Anna von Steinenbach , con quien tuvo 14 hijos.
Su hijo Friedrich Gottfried († 1531) se casó con Margareta von Schlitz, llamada von Görtz .
Su hijo Wilhelm († 1570) se casó con Katharina von Selbach llamada Lohe, heredera del castillo Crottorf y así fundó la casa Hatzfeld-Wildenburg-Crottorf.

Castle Crottorf en Wildenburger Land (hasta hoy en posesión de la familia)
Su hijo Sebastián († 1630) fue el Consejo Kurmainzischer , alto funcionario y juez de Eichsfeld en Heiligenstadt . Tuvo Castle Crottorf entre 1605 y 1622 para expandirse a un complejo de tres alas. Se casó con Lucía con Sickingen , con quien tuvo seis hijos, incluido el comandante posterior Melchior von Hatzfeld , el príncipe obispo de Würzburg y Bamberg, Franz von Hatzfeld , y el futuro conde zu Gleichen y Trachenberg, Hermann von Hatzfeld. Después de la muerte de Sebastián, fue sucedido por su hijo Melchor, dueño de Crottorf, quien amplió en gran medida la propiedad familiar durante la Guerra de los Treinta Años.

Conde Melchior von Hatzfeldt (1593-1658), comandante en la Guerra de los Treinta Años
Las guerra de los treinta años llevó a la familia algunas ventajas: en 1635 fue incluido en el Wallenstein servir Melchior von Hatzfeldt caballero de Crottorf , el conde recogida y con el castillo y los pares de reglas incluyendo la ubicación Wandersleben invertido en Turingia después de la extinción de los Condes de Gleichen en el arzobispado de Mainz se había quedado atrás. Ahora se hacía llamar conde de Gleichen y Hatzfeldt . También adquirió en Turingia los dominios Blankenhain y Lower Cranichfeld y la corte a Hochheim, cerca de Erfurt., 1641 siguió el préstamo con la regla Trachenberg , hoy Żmigród en Silesia (hasta 1945 en la familia). Después de la extinción de la franco familia de Rosenberg belehnte Brandenburg-Ansbach Mariscal de campo con la regla de Rosenberg , la ciudad Niederstetten con el torreón del castillo Bergstetten (1641-1794 en la familia Hatzfeld), el pueblo Waldenhofen y Castillo Waldmannshofen (1641-1886 en la familia) que construyó en un castillo renacentista con elementos barrocos.

Castillo Gleichen , Turingia
Iglesia y torre residencial en Wandersleben , Turingia
Castillo Blankenhain , Turingia
El Niederburg en Kranichfeld , Turingia
Hochheim cerca de Erfurt, Turingia

Castillo Trachenberg , Baja Silesia
Schloss Haltenbergstetten , Main-Tauber-Kreis
Castillo Waldmannshofen en el Main-Tauber-Kreis
Después de que Melchior murió en 1658 sin descendencia, primero heredó a su hermano Hermann (1603-1673) los títulos y los caballeros, que se instalaron en Schloss Haltenbergstetten en Franconia Media. Estaba casado con Maria Katharina Kämmerer de Worms llamada von Dalberg y tuvo nueve hijos con ella.
Su sucesor fue el hijo común Heinrich (1641-1683). Estaba casado con Katharina Elisabeth von Schönborn , con quien tuvo once hijos.
Su hijo Franz (1676-1738) se casó con Anna Charlotte Elisabeth von Stadion . Residió principalmente en el Bajo Silesia Trachenberg.
Su hijo Franz Philipp Adrian (1717-1779) recibió el diploma del príncipe prusiano en 1741 y ahora se hacía llamar príncipe de Hatzfeldt-Gleichen-Trachenberg . Se casó con Bernhardina von Schönborn . Su palacio de Breslau, que fue destruido en la Guerra de los Siete Años, fue reconstruido por el joven arquitecto silesiano Carl Gotthard Langhans , que luego intervino en la corte de Berlín.
El único hijo de la pareja principesca, Friedrich Karl Franz Cajetan, Príncipe de Hatzfeld-Gleichen-Trachenberg (1773-1794), murió sin descendencia. La regla Gleichen y el lugar Wandersleben recayeron en el arzobispado de Mainz. La regla Trachenberg y los bienes de Franconia fueron asumidos por Franz Ludwig (1756-1827) de la línea Hatzfeldt-Werther-Schönstein; sus descendientes permanecieron hasta 1945 como la línea principesca Hatzfeld-Trachenberg (ver más abajo) en posesión de este gobierno de Silesia.
Príncipe de Hatzfeld-Wildenburg y Conde de Hatzfeld-Wildenburg-Dönhoff 
Castle Crottorf
El dominio imperial directo de Wildenburg con la posesión Crottorf llegó en 1794, después de la muerte del Príncipe Friedrich Karl Franz Cajetans, en partes iguales a las líneas de Hatzfeld-Werther-Schönstein y Hatzfeld-Wildenburg- Weisweiler , hasta 1830 finalmente la propiedad exclusiva de la última línea. 40 años después, se burló y se hizo llamar Príncipe de Hatzfeld-Wildenburg . Sin embargo, ya en 1806, la inmediatez imperial de Wildenburg había sido mediatizada por el Gran Ducado de Berg y cayó ante Prusia en 1815 , por lo que el nuevo préstamo a este título de príncipe de línea ya no estaba asociado con la soberanía y el gobierno.
El Príncipe Paul Hermann von Hatzfeldt-Wildenburg y su esposa Maria von Stumm hicieron renovar Schloss Crottorf de 1923 a 1927. Con su hijo Franz-Hermann Príncipe de Hatzfeld-Wildenburg, la línea murió en 1941 en la línea masculina.
Después de la muerte de su madre, el complejo del palacio llegó en 1954 a la hermana de Franz-Hermann, Ursula. Dejó la finca en 1969 a su hijo adoptivo de su hermana Dorothea, quien se había casado en 1938 con el Conde Heinrich Botho Eugene von Dönhoff (1899-1942), un hijo del Conde August von Dönhoff del Prussian Oriental Schloss Friedrichstein . Desde entonces poseía Crottorf / Schönstein Hermann Count Hatzfeldt-Wildenburg-Dönhoffquien compró una propiedad adicional en Brandeburgo después de 1990. Hasta la década de 1950, las áreas de 2.800 hectáreas incluían predominantemente bosques y alrededor de 184 fincas pertenecientes a la posesión total, que sin embargo tuvieron que ser cedidas parcialmente en el curso de la reforma agraria de 1952. Hoy en día, la operación Crottorf / Schönstein incluye todavía 7.600 hectáreas (según el sitio, consulte los enlaces relacionados), desde 2001 a 6500 hectáreas de bosque en Massow en medio [1] y desde 2011 de 600 hectáreas de bosque en Beichlingen [2] .
Príncipe de Hatzfeldt-Trachenberg 
La línea Hatzfeldt-Trachenberg p
1794 heredó Franz Ludwig (1756-1827) de la línea Hatzfeldt-Werther-Schönstein de Hatzfeldt-Gleichen-Trachenberg, que se extinguió con la muerte del Príncipe Friedrich Karl Franz Cajetans (ver arriba), y la siguió como hombre libre en Trachenberg . De 1803 a 1827 fue el primer príncipe de Hatzfeldt en Trachenberg , luego le siguió su hijo Hermann Anton, segundo príncipe de Hatzfeldt en Trachenberg (* 1808 en Berlín, † 1874 en Trachenberg).
Su hijo, Hermann, 3. El príncipe von Hatzfeldt a Trachenberg (1848-1933), desde 1874 jefe de la línea Hatzfeldt-Trachenberg, fue nombrado el 1 de enero de 1900 por el emperador Guillermo II el duque prusiano Trachenberg , hereditario de Primogenitur , es decir mientras él y posteriormente después de su muerte, el hijo mayor del título de Príncipe de Hatzfeldt, Duque de Trachenbergdebe llevar a los niños nacidos más tarde "Condes o condesas de Hatzfeldt y Trachenberg". De hecho, tuvo dos hijos, en los cuales esta regla aún se apoderó, después de 1918, esta regulación de sucesión con la abolición de la monarquía y la introducción del nuevo derecho de denominación, según el cual el título anterior se convirtió en parte del apellido ahora civil, y (al menos en la tarjeta de identidad) todos los niños eran el mismo nombre con el título generalmente se clasifica más bajo que el componente de nombre. Desde entonces, el título del príncipe solo ha sido administrado extraoficialmente por el anciano de la familia.
En 1945, la familia fue expropiada de la posesión de la antigua Dominación Libre Trachenberg .
- Datos: Q2243471
- Multimedia: Schloss Schönstein / Q2243471